# Brödfruktträd
Brödfruktträd, eller brödfrukt, (Artocarpus altilis) är en art i jackfruktsläktet i familjen mullbärsväxter. Det är ett träd med ursprung i Sydostasien och odlas runtom i tropikerna, mycket på grund sina frukter som där ofta tillhör basfödan.
Brödfruktträden blir 10-15 meter höga. Bladen är stora, upp till 60 cm långa och 40 cm breda, och parflikiga. Blommorna är enkönade och hon- och hanblommor växer på samma träd, hanblommorna i långsträckta ställningar och honblommorna i klotformiga. Honblomställningen bildar efter pollinering en skenfrukt, vilken kallas brödfrukt. När dessa mognar skiftar de från grönt till gult och kan då väga uppemot 2 kg. Frukterna är mycket stärkelserika och äts rostade, bakade eller kokta.
En egenhet hos brödfruktträd är att blommor och frukter växer direkt på stammen och grövre grenar, en företeelse som kallas kauliflori.
Det brittiska örlogsfartyget HMS Bounty var utsänt på en expedition till Tahiti, vars huvudsyfte var att hämta plantor av brödfruktträdet, när det berömda myteriet inträffade 1789.